# Monaco ePrix 2015
Der Monaco ePrix 2015 (offiziell: 2015 FIA Formula E Monaco ePrix) fand am 9. Mai auf dem Circuit de Monaco in Monte Carlo, Monaco statt und war das siebte Rennen der FIA-Formel-E-Meisterschaft 2014/15. Es handelte sich um den ersten Monaco ePrix und um das erste Rennen der FIA-Formel-E-Meisterschaft in Europa.

## Bericht

### Hintergrund
Nach dem Long Beach ePrix führte Lucas di Grassi in der Fahrerwertung mit einem Punkt vor Nicolas Prost und mit sechs Punkten vor Nelson Piquet jr. In der Teamwertung hatte e.dams 27 Punkte Vorsprung auf Audi Sport Abt und 42 Punkte Vorsprung auf Virgin.
China Racing trat ab dem Monaco ePrix unter dem Namen NEXTEV TCR Formula E Team an.
Jaime Alguersuari, Karun Chandhok und Loïc Duval tauschten vor dem Rennen zum zweiten Mal in dieser Saison ihr Rechargeable Energy Storage System (RESS) aus und erhielten deshalb Startplatzstrafen in Höhe von zehn Plätzen.
Salvador Durán, Piquet und Jean-Éric Vergne erhielten einen sogenannten FanBoost, sie durften im Rennen die Leistung jedes ihrer beiden Wagen für maximal fünf Sekunden von 150 kW (204 PS) auf 180 kW (245 PS) erhöhen. Für Vergne war dies der fünfte FanBoost in seinem fünften Rennen. Durán erhielt seinen dritten FanBoost, Piquet seinen zweiten.

### Training
Prost war im ersten freien Training mit einer Rundenzeit von 54,171 Sekunden Schnellster vor Sébastien Buemi und Charles Pic. Die Bestzeit im zweiten freien Training fuhr Bruno Senna in 53,770 Sekunden vor Alguersuari und António Félix da Costa.

### Qualifying
Das Qualifying begann um 12:00 Uhr und fand in vier Gruppen zu je fünf Fahrern statt, jede Gruppe hatte 10 Minuten Zeit, eine schnelle Runde zu setzen. Buemi erzielte mit einer Rundenzeit von 53,478 Sekunden die Pole-Position vor di Grassi und Jérôme D’Ambrosio. Für Buemi war es die zweite Pole-Position der Saison. Félix da Costa verunfallte in seiner zweiten schnellen Runde und verursachte so eine Unterbrechung des Qualifyings. Die schnellste Runde von Nick Heidfeld wurde gestrichen, da er zu viel Energie verbrauchte. Dies warf ihn von Platz 10 auf Platz 17 zurück.

### Rennen
Das Rennen ging über 47 Runden. Vor dem Rennen gab es keine Einführungsrunde, die Fahrzeuge standen in der Startaufstellung zwei Reihen hinter ihren eigentlichen Positionen und rollten vor dem Start auf diese vor.
Buemi startete gut und behielt die Spitzenposition vor di Grassi, D’Ambrosio und Piquet, dahinter griff Prost auf der Außenseite Daniel Abt an. Alguersuari fuhr beim Anbremsen der Sainte Dévote auf Vitantonio Liuzzi auf, seine Vorderradaufhängung brach und das Rennen war für ihn damit beendet. Auch Vergne und Durán kollidierten leicht, dabei beschädigte sich Vergne den Frontflügel. Ausgangs der Sainte Dévote kollidierten Prost und Abt, Abt prallte in die Leitplanke und löste somit eine Kettenreaktion aus. Der unmittelbar hinter Abt fahrende Senna konnte nicht ausweichen und prallte Abt ins Heck, dabei hob sein Fahrzeug ab und überschlug sich beinahe, kam aber wieder auf den Rädern zum Stehen. Auch der unmittelbar hinter Senna fahrende Durán kollidierte mit dem Fahrzeug von Abt, hierbei brach die rechte Vorderradaufhängung seines Wagens. Vergne, der seinerseits unmittelbar hinter Durán fuhr, konnte ebenfalls nicht ausweichen, auch seine Vorderradaufhängung brach. Scott Speed fuhr auf seinen Teamkollegen Vergne auf, Duval kollidierte mit Speed, wobei auch seine Radaufhängung brach und Heidfeld fuhr auf Duval auf. Senna musste sein Fahrzeug am Fahrbahnrand abstellen. Zur Bergung der Fahrzeuge und der Trümmerteile wurde das Safety Car auf die Strecke geschickt.
Abt, Durán, Duval, Liuzzi und Vergne schafften es mit ihren beschädigten Fahrzeugen in die Boxengasse, wo sie den Fahrzeugwechsel vornahmen. Eine realistische Chance, das Rennen bis zum Ende bestreiten zu können, hatten sie jedoch nicht mehr.
Das Rennen wurde zu Beginn von Runde vier wieder freigegeben, Buemi führte vor di Grassi, D’Ambrosio, Piquet, Stéphane Sarrazin, Prost, Bird, Jarno Trulli, Speed und Heidfeld. Eine Runde später nutzte Piquet auf der Start-Ziel-Geraden seinen FanBoost, um D’Ambrosio anzugreifen, kam auf der Außenseite vor Sainte Dévote jedoch nicht vorbei. Dies gelang ihm jedoch kurz darauf beim Anbremsen der Haarnadelkurve. Heidfeld und Félix da Costa konnten kurz darauf an Speed vorbeigehen, dessen Frontflügel von der Startkollision beschädigt war.
Heidfeld griff in Runde 17 beim Anbremsen der Haarnadelkurve Trulli an, dabei kam es zu einer leichten Berührung der Fahrzeuge. Félix da Costa versuchte, die Situation auszunutzen und auf der Außenseite an Heidfeld vorbeizugehen, dabei kam es ebenfalls zu einer Berührung der Fahrzeuge. In Folge der beiden leichten Kollisionen war der Frontflügel von Heidfelds Wagen beschädigt.
In Runde 19 gab Abt das Rennen auf. Eine Runde später ging Bird beim Anbremsen von Sainte Dévote an Prost vorbei und übernahm somit den sechsten Platz.
Am Ende von Runde 24 kamen mit di Grassi, Sarrazin, Prost, Heidfeld und Félix da Costa die ersten Fahrer zu ihren planmäßigen Fahrzeugwechseln. Die Mindestzeit für den Fahrzeugwechsel betrug 73 Sekunden. Prost ging mit einem kürzeren Boxenstopp an Sarrazin und Félix da Costa an Heidfeld vorbei. Eine Runde später folgten D’Ambrosio, Bird, Trulli, Chandhok und Pic. Bird ging dabei an D’Ambrosio und Pic an Trulli und Chandhok vorbei. In Runde 26 wechselten die letzten drei verbliebenen Fahrer, Buemi, Piquet und Speed, ihr Fahrzeug.
Buemi kam unmittelbar vor di Grassi zurück auf die Strecke und behielt die Führung. Di Grassi versuchte, in der Haarnadelkurve auf der Außenseite vorbeizugehen, Buemi konnte sich jedoch verteidigen. Dahinter lag Piquet, gefolgt von Bird, D’Ambrosio, Prost, Sarrazin, Félix da Costa, Speed und Pic. Pic ging kurz darauf an Speed vorbei.
Duval gab das Rennen in Runde 30 auf, die Energie seines Fahrzeugs, das er am Ende der ersten Runde bereits gewechselt hatte, war verbraucht. Bird machte Druck auf Piquet und griff ihn beim Anbremsen von Sainte Dévote auf der Außenseite an, kam jedoch nicht vorbei. In den folgenden Runden baute Buemi seinen Vorsprung auf di Grassi deutlich aus. Vergne nutzte seinen FanBoost und fuhr die schnellste Runde des Rennens.
Piquet schloss auf di Grassi auf und setzte ihn unter Druck. Er nutzte in Runde 42 seinen FanBoost, di Grassi gelang es jedoch, den zweiten Platz zu verteidigen. In Runde 43 kam es beim Anbremsen der Haarnadelkurve zu einer kleinen Berührung der Fahrzeuge, beide Piloten konnte aber weiterfahren. Piquet verlor den Anschluss an di Grassi und wurde in der letzten Runde noch von Bird attackiert.
Buemi gewann das Rennen vor di Grassi und Piquet. Für Buemi war es der zweite Saisonsieg, nachdem er bereits beim Punta del Este ePrix siegreich war. Buemi wurde somit der erste Fahrer, der einen zweiten ePrix gewann und der erste Fahrer, der einen ePrix gewinnen konnte, in dem er von der Pole-Position aus gestartet war. Die Top 10 komplettierten Bird, D’Ambrosio, Prost, Sarrazin, Pic, Félix da Costa und Heidfeld. Speed, der Platz acht erzielt hatte, erhielt nachträglich eine Durchfahrtstrafe, die in eine 33-Sekunden-Strafe umgewandelt wurde, weil er zu viel Energie verbraucht hatte. Er fiel somit auf Platz zwölf zurück. Die zwei Punkte für die schnellste Rennrunde gingen an Vergne.
In der Fahrerwertung baute di Grassi seinen Vorsprung auf Piquet leicht aus, neuer Dritter war Buemi. In der Konstrukteurswertung baute e.dams den Vorsprung auf Abt und Virgin ebenfalls aus.

## Meldeliste
Alle Teams und Fahrer verwenden das Fahrzeug Spark-Renault SRT_01E und Reifen von Michelin.
| Team                              | Nr. | Fahrer                 |
| --------------------------------- | --- | ---------------------- |
| Virgin Racing Formula E Team      | 2   | Sam Bird               |
| Virgin Racing Formula E Team      | 3   | Jaime Alguersuari      |
| Mahindra Racing Formula E Team    | 5   | Karun Chandhok         |
| Mahindra Racing Formula E Team    | 21  | Bruno Senna            |
| Dragon Racing Formula E Team      | 6   | Loïc Duval             |
| Dragon Racing Formula E Team      | 7   | Jérôme D’Ambrosio      |
| Team e.dams Renault               | 8   | Nicolas Prost          |
| Team e.dams Renault               | 9   | Sébastien Buemi        |
| Trulli Formula E Team             | 10  | Jarno Trulli           |
| Trulli Formula E Team             | 18  | Vitantonio Liuzzi      |
| Audi Sport ABT Formula E Team     | 11  | Lucas di Grassi        |
| Audi Sport ABT Formula E Team     | 66  | Daniel Abt             |
| Venturi Formula E Team            | 23  | Nick Heidfeld          |
| Venturi Formula E Team            | 30  | Stéphane Sarrazin      |
| Andretti Autosport Formula E Team | 27  | Jean-Éric Vergne       |
| Andretti Autosport Formula E Team | 28  | Scott Speed            |
| Amlin Aguri                       | 55  | António Félix da Costa |
| Amlin Aguri                       | 77  | Salvador Durán         |
| NEXTEV TCR Formula E Team         | 88  | Charles Pic            |
| NEXTEV TCR Formula E Team         | 99  | Nelson Piquet jr.      |

## Klassifikationen

### Qualifying
| 01                                                                     | Sébastien Buemi        | Team e.dams Renault               | 0:53,478 | 01 |
| 02                                                                     | Lucas di Grassi        | Audi Sport ABT Formula E Team     | 0:53,669 | 02 |
| 03                                                                     | Jérôme D’Ambrosio      | Dragon Racing Formula E Team      | 0:53,702 | 03 |
| 04                                                                     | Nelson Piquet jr.      | NEXTEV TCR Formula E Team         | 0:53,712 | 04 |
| 05                                                                     | Loïc Duval             | Dragon Racing Formula E Team      | 0:53,804 | 14 |
| 06                                                                     | Daniel Abt             | Audi Sport ABT Formula E Team     | 0:53,891 | 05 |
| 07                                                                     | Nicolas Prost          | Team e.dams Renault               | 0:53,909 | 06 |
| 08                                                                     | Jaime Alguersuari      | Virgin Racing Formula E Team      | 0:54,021 | 17 |
| 09                                                                     | Bruno Senna            | Mahindra Racing Formula E Team    | 0:54,035 | 07 |
| 10                                                                     | Stéphane Sarrazin      | Venturi Formula E Team            | 0:54,133 | 08 |
| 11                                                                     | Salvador Durán         | Amlin Aguri                       | 0:54,175 | 09 |
| 12                                                                     | Sam Bird               | Virgin Racing Formula E Team      | 0:54,253 | 10 |
| 13                                                                     | Jean-Éric Vergne       | Andretti Autosport Formula E Team | 0:54,260 | 11 |
| 14                                                                     | Jarno Trulli           | Trulli Formula E Team             | 0:54,339 | 12 |
| 15                                                                     | Scott Speed            | Andretti Autosport Formula E Team | 0:54,347 | 13 |
| 16                                                                     | Vitantonio Liuzzi      | Trulli Formula E Team             | 0:54,462 | 15 |
| 17                                                                     | Nick Heidfeld          | Venturi Formula E Team            | 0:54,502 | 16 |
| 18                                                                     | Charles Pic            | NEXTEV TCR Formula E Team         | 0:54,652 | 18 |
| 19                                                                     | Karun Chandhok         | Mahindra Racing Formula E Team    | 0:54,858 | 20 |
| 20                                                                     | António Félix da Costa | Amlin Aguri                       | 0:56,938 | 19 |
| 110-Prozent-Zeit: 0:58,826 min (bezogen auf Bestzeit von 0:53,478 min) |                        |                                   |          |    |

Quellen: 
Anmerkungen
1. ↑  Duval wurde in der Startaufstellung um zehn Positionen nach hinten versetzt, da bei seinem Fahrzeug das RESS gewechselt wurde.
2. ↑  Alguersuari wurde in der Startaufstellung um zehn Positionen nach hinten versetzt, da bei seinem Fahrzeug das RESS gewechselt wurde.
3. ↑  Die schnellste Runde von Heidfeld wurde gestrichen, da er zu viel Energie verbraucht hatte.
4. ↑  Chandhok wurde in der Startaufstellung um zehn Positionen nach hinten versetzt, da bei seinem Fahrzeug das RESS gewechselt wurde.

### Rennen
| Pos. | Fahrer                 | Team                              | Runden | Zeit       | Start | Schnellste Runde |
| ---- | ---------------------- | --------------------------------- | ------ | ---------- | ----- | ---------------- |
| 01   | Sébastien Buemi        | Team e.dams Renault               | 47     | 48:05,225  | 01    | 0:56,100 (41.)   |
| 02   | Lucas di Grassi        | Audi Sport ABT Formula E Team     | 47     | + 2,154    | 02    | 0:56,056 (44.)   |
| 03   | Nelson Piquet jr.      | NEXTEV TCR Formula E Team         | 47     | + 4,634    | 04    | 0:55,657 (38.)   |
| 04   | Sam Bird               | Virgin Racing Formula E Team      | 47     | + 4,801    | 10    | 0:56,286 (36.)   |
| 05   | Jérôme D’Ambrosio      | Dragon Racing Formula E Team      | 47     | + 5,881    | 03    | 0:56,067 (42.)   |
| 06   | Nicolas Prost          | Team e.dams Renault               | 47     | + 11,032   | 06    | 0:56,389 (36.)   |
| 07   | Stéphane Sarrazin      | Venturi Formula E Team            | 47     | + 26,472   | 08    | 0:56,586 (31.)   |
| 08   | Charles Pic            | NEXTEV TCR Formula E Team         | 47     | + 49,538   | 18    | 0:56,761 (29.)   |
| 09   | António Félix da Costa | Amlin Aguri                       | 47     | + 52,658   | 19    | 0:56,972 (9.)    |
| 10   | Nick Heidfeld          | Venturi Formula E Team            | 47     | + 52,936   | 16    | 0:56,528 (31.)   |
| 11   | Jarno Trulli           | Trulli Formula E Team             | 47     | + 58,984   | 12    | 0:57,214 (28.)   |
| 12   | Scott Speed            | Andretti Autosport Formula E Team | 47     | + 1:14,138 | 13    | 0:56,091 (47.)   |
| 13   | Karun Chandhok         | Mahindra Racing Formula E Team    | 46     | + 1 Runde  | 20    | 0:56,531 (41.)   |
| —    | Vitantonio Liuzzi      | Trulli Formula E Team             | 36     | NC         | 15    | 0:57,218 (32.)   |
| —    | Jean-Éric Vergne       | Andretti Autosport Formula E Team | 33     | DNF        | 11    | 0:55,157 (32.)   |
| —    | Salvador Durán         | Amlin Aguri                       | 28     | DNF        | 09    | 0:59,379 (23.)   |
| —    | Loïc Duval             | Dragon Racing Formula E Team      | 24     | DNF        | 14    | 0:56,426 (19.)   |
| —    | Daniel Abt             | Audi Sport ABT Formula E Team     | 14     | DNF        | 05    | 0:55,891 (14.)   |
| —    | Jaime Alguersuari      | Virgin Racing Formula E Team      | 0      | DNF        | 17    | —                |
| —    | Bruno Senna            | Mahindra Racing Formula E Team    | 0      | DNF        | 07    | —                |

Quelle: 
Anmerkungen
1. ↑  Speed erhielt nachträglich eine Durchfahrtstrafe, die in eine 33-Sekunden-Strafe umgewandelt wurde, da er zu viel Energie verbraucht hatte.

## Meisterschaftsstände nach dem Rennen
Die ersten zehn des Rennens bekamen 25, 18, 15, 12, 10, 8, 6, 4, 2 bzw. 1 Punkt(e). Zusätzlich gab es drei Punkte für die Pole-Position und zwei Punkte für die schnellste Rennrunde.

### Fahrerwertung
| Pos. | Fahrer                 | Team                                                        | Punkte |
| ---- | ---------------------- | ----------------------------------------------------------- | ------ |
| 01   | Lucas di Grassi        | Audi Sport ABT Formula E Team                               | 93     |
| 02   | Nelson Piquet jr.      | NEXTEV TCR Formula E Team                                   | 89     |
| 03   | Sébastien Buemi        | Team e.dams Renault                                         | 83     |
| 04   | Nicolas Prost          | Team e.dams Renault                                         | 77     |
| 05   | Sam Bird               | Virgin Racing Formula E Team                                | 64     |
| 06   | Jérôme D’Ambrosio      | Dragon Racing Formula E Team                                | 52     |
| 07   | António Félix da Costa | Amlin Aguri                                                 | 45     |
| 08   | Jean-Éric Vergne       | Andretti Autosport Formula E Team                           | 34     |
| 09   | Jaime Alguersuari      | Virgin Racing Formula E Team                                | 30     |
| 10   | Bruno Senna            | Mahindra Racing Formula E Team                              | 28     |
| 11   | Daniel Abt             | Audi Sport ABT Formula E Team                               | 22     |
| 12   | Franck Montagny        | Andretti Autosport Formula E Team                           | 18     |
| 13   | Scott Speed            | Andretti Autosport Formula E Team                           | 18     |
| 14   | Karun Chandhok         | Mahindra Racing Formula E Team                              | 18     |
| 15   | Charles Pic            | Andretti Autosport Formula E Team NEXTEV TCR Formula E Team | 16     |

| Pos. | Fahrer            | Team                              | Punkte |
| ---- | ----------------- | --------------------------------- | ------ |
| 16   | Oriol Servià      | Dragon Racing Formula E Team      | 16     |
| 17   | Jarno Trulli      | Trulli Formula E Team             | 12     |
| 18   | Stéphane Sarrazin | Venturi Formula E Team            | 10     |
| 19   | Loïc Duval        | Dragon Racing Formula E Team      | 8      |
| 20   | Nick Heidfeld     | Venturi Formula E Team            | 6      |
| 21   | Takuma Satō       | Amlin Aguri                       | 2      |
| 22   | Salvador Durán    | Amlin Aguri                       | 1      |
| 23   | Ho-Pin Tung       | NEXTEV TCR Formula E Team         | 0      |
| 24   | Antonio García    | NEXTEV TCR Formula E Team         | 0      |
| 25   | Michela Cerruti   | Trulli Formula E Team             | 0      |
| 26   | Marco Andretti    | Andretti Autosport Formula E Team | 0      |
| 27   | Vitantonio Liuzzi | Trulli Formula E Team             | 0      |
| 28   | Matthew Brabham   | Andretti Autosport Formula E Team | 0      |
| 29   | Katherine Legge   | Amlin Aguri                       | 0      |

### Teamwertung
| Pos. | Team                              | Punkte |
| ---- | --------------------------------- | ------ |
| 01   | Team e.dams Renault               | 160    |
| 02   | Audi Sport ABT Formula E Team     | 115    |
| 03   | Virgin Racing Formula E Team      | 94     |
| 04   | NEXTEV TCR Formula E Team         | 93     |
| 05   | Andretti Autosport Formula E Team | 82     |

| Pos. | Team                           | Punkte |
| ---- | ------------------------------ | ------ |
| 06   | Dragon Racing Formula E Team   | 76     |
| 07   | Amlin Aguri                    | 48     |
| 08   | Mahindra Racing Formula E Team | 46     |
| 09   | Venturi Formula E Team         | 16     |
| 10   | Trulli Formula E Team          | 12     |